# Березін Валерій Євгенович
Валерій Євгенович Березін (7 червня 1952 , Ростов-на-Дону  — 1 грудня 1983 , Ростов-на-Дону ) — радянський футболіст, нападник, майстер спорту СРСР.

## Біографія
Кар'єру в командах майстрів почав в «Калитві» (Біла Калитва), за яку в 1972—1974 роках грав у другій лізі.
У 1975 році у другій лізі в складі ростовського «Ростсільмашу» в 38 іграх забив 15 м'ячів, після чого перейшов в ростовський СКА. За «армійців» у 1976—1978 роках в першій лізі провів за команду 96 ігор, забив 22 голи. У 1979 році у вищій лізі з'явився на полі два рази — 15 квітня і 2 травня в домашніх іграх проти «Арарату» (0:0) і московського «Локомотива» (0:0) відповідно, виходячи на заміну в другому таймі.
Другу половину сезону 1979 року Валерій провів у другій лізі у ставропольському «Динамо», де забив 15 голів в 29 іграх, а 1980 рік відіграв в «Ростсільмаші» в другій лізі (28 ігор, 16 голів).
Першу половину 1981 року знову провів у складі ростовського СКА, за який зіграв чотири матчі в Кубку СРСР, вийшовши на заміну в тому числі на останній хвилині в переможному фіналі проти московського «Спартака». Залишок сезону відіграв за ворошиловградську «Зорю», провівши 30 ігор і забивши 7 голів у першій лізі.
У 1982 році в волгодонському «Атоммаші» у другій лізі забив 4 голи в 15 іграх, після чого завершив кар'єру.
В кінці 1983 року від Березіна пішла дружина, він впав у депресію та 1 грудня покінчив життя самогубством — задихнувся в гаражі вихлопними газами автомобіля. Похований на Північному кладовищі в Ростові-на-Дону.

## Досягнення
- Кубок СРСР
  -  Володар (1): 1981